# Цепь цепной пилы
Цепь цепной пилы (сленг. пильная цепь) — набор последовательно соединённых звеньев с режущими зубьями. Главная составляющая гарнитуры цепных пил. Представляет собой роликовую цепь с закреплёнными на её звеньях режущими зубьями.

## История
В 1830 году немецкий физиолог Бернард Хайн изобрел первый остеотом, в котором применялась режущая цепь. В ней использовались режущие звенья, по форме напоминающие зубья ножовки.
В деревообрабатывающей промышленности пилы с цепями стали использовать с 1868 года. В то время ещё не было бензопил и первые цепи использовались на пилорамах, приводимых в действие мускульной силой людей.
Цепи для пил начала XX столетия были мало похожи на современные аналоги и представляли собой ряд звеньев с прямыми и плоскими зубьями. Такие цепи быстро тупились, были трудны в обслуживании и малоэффективны в работе.
Первые цепи с Г-образной формой режущего зуба появились в 1947 году, их изобрёл Джозеф Коксом. Рабочие характеристики этих цепей оказались настолько хороши, что они быстро завоевали рынок и стали основным видом пильных цепей, используемых для пиления древесины.
Пильные цепи с Г-образной формой режущих зубьев, претерпев ряд усовершенствований и сейчас являются самым используемым видом цепей для пил.

## Конструкция
Звенья последовательно соединены между собой при помощи пальце-заклёпок. В качественных пильных цепях режущие зубья изготавливаются из высоколегированной хромоникелевой стали. Режущие зубья условно разделяют на правые и левые. Правосторонние и левосторонние режущие зубья установлены поочередно. Цепь состоит из звеньев трех типов: режущие, ведущие (хвостовики) и соединительные. Кроме этого на цепи смонтированы ограничители глубины пропила.
Современные цепи имеют внутренние приводные зубья (хвостовики). Такая конструкция позволяет уменьшить ширину пропила (и расход мощности) без чрезмерного ослабления цепи, упростить конструкцию направляющей (простая канавка под зубья в теле шины), усилить и упростить ведущую звёздочку, одновременно продлив срок её службы (за счёт некоторого люфта цепи износ распределяется по бо́льшей поверхности звёздочки).

## Виды
Цепь электрической и бензиновой цепной пилы ничем не различаются и изготавливаются из одного и того же заготовочного цепного материала, отрезанного и склепанного по необходимому количеству зубьев, используемому в данной цепной пиле.
Цепи можно разделить на два основных вида: продольного и поперечного типа. Для распила древесины вдоль и поперек волокон соответственно. Они отличаются в основном углами атаки режущих звеньев.
В зависимости от разности размеров режущих зубьев и ограничителей глубины, цепи делят на низкопрофильные, у которых зазор небольшой и высокопрофильные, у которых зазор большой. Низкопрофильные цепи менее эффективны, но более безопасны. Они меньше склонны к обратному удару, когда пила отскакивает назад и может вырваться из рук. Поэтому на бытовых пилах разрешено использовать только низкопрофильные цепи, а профессионалы предпочитают высокопрофильные.
Существуют пильные цепи с твердосплавными зубьями, предназначенные для профессиональных пил и способные справиться с самыми «неподходящими» материалами — от деревянных конструкций с металлическими включениями до бетона. Одна из областей их использования — разбор завалов при спасательных работах.

## Основные параметры
- Количество звеньев — каждая пильная цепь предназначена для установки на пильную шину определённой длины.

- Шаг цепи определяет расстояние между соединительными заклепками звеньев. Измеряется данное расстояние между серединами первой и третьей соединительных заклепок и этот размер делится пополам. Шаг: 1/4″ (6,35 мм), 0,325″ (8,25 мм), 3/8″ (9,53 мм), 0,404″ (10,26 мм), 3/4″ (19,05 мм). Чем больше шаг звена, тем выше производительность пильной цепи, но одновременно возрастает и нагрузка на пилу.

- Толщина хвостовика звена — 1,1 мм (0,043″), 1,27 мм (0,050″), 1,5 мм (0,058″), 1,6 мм (0,063″), 2,0 мм (0,080″). Толщина хвостовика должна точно соответствовать ширине паза пильной шины.

- Высота профиля режущего зуба — пильные цепи делятся на низко- и высокопрофильные. От профиля зуба зависит производительность пиления.

- В зависимости от формы режущих зубьев (профиль зуба) различают следующие виды исполнения: цепи с закругленными зубьями, цепи с полудолотообразными зубьями, цепи с долотообразными зубьями и оснащенные пластинками твердого сплава.

- Глубина резания — 0,025″ (0,635 мм), 0,030″ (0,762 мм), 0,070″ (1,778 мм). От глубины резания зависит производительность и скорость пиления.

## Заточка цепей
Для самостоятельной заточки пильных цепей, изношенных или повреждённых твёрдыми включениями (гвозди и т. д.), выпускаются различные устройства — от простейших комплектов из кондуктора и круглого напильника повышенной твёрдости до специальных электроточил с узким диском и направляющей, позволяющих переточить цепь в бытовых условиях за несколько минут.